# 圓鱗腹肢鮃
圓鱗腹肢鮃為輻鰭魚綱鰈形目鰈亞目牙鮃科的其中一種，為温帶海水魚，分布於中西大西洋區，從美國北卡羅萊納州至墨西哥灣海域棲息深度約31公尺，體長可達9公分，棲息在沙泥底質底層水域，生活習性不明。